# Jonas Savimbi

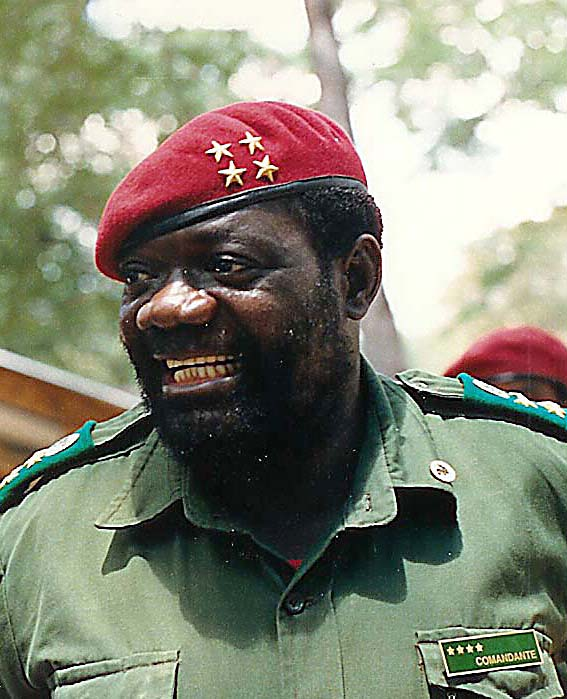
Jonas Savimbi (1989)

Jonas Malheiro Savimbi (* 3. August 1934 in Munhango, Provinz Bié; † 22. Februar 2002 in Lucusse, Provinz Moxico) war ein angolanischer Politiker und Anführer der antikolonialen Bewegung UNITA, die nach der Unabhängigkeit des Landes einen Bürgerkrieg gegen die amtierende MPLA-Regierung führte und inzwischen eine politische Partei ist.

## Biographie

### Herkunft, Schulbildung und Studium

Flagge der UNITA

Savimbis Eltern gehörten der ethnischen Gruppe der Ovimbundu an, und zwar der Untergruppe der Bienos, die in der Provinz Bié wohnen. Da sein Vater, Pastor der Igreja Evangélica Congregacional de Angola (IECA), Angestellter bei der Benguelabahn war, wurde er selbst in Munhango geboren, wuchs aber in Chilesso auf und besuchte dort Schulen der IECA bis etwa zur Mittleren Reife. Da die Abschlüsse evangelischer Schulen damals von den Kolonialbehörden nicht anerkannt wurden, musste er diese anschließend in der Nachbarprovinz Huambo auf einer katholischen, vom Maristenorden geführten Schule nachholen. Danach ging er mit einem Stipendium, das ihm amerikanische Missionare besorgt hatten, zum Zwecke des Medizinstudiums nach Portugal. Dort besuchte er die Höhere Schule, um die Hochschulreife zu erlangen. Als ihm dazu nur noch das ideologische Fach Vaterlandskunde fehlte, das während des Salazarismus obligatorisch war, brach er jedoch den Schulbesuch ab. Der Grund war politischer Art: er hatte sich inzwischen den Gruppen angolanischer Studenten in Portugal angeschlossen, die sich für einen anti-kolonialen Befreiungskampf einsetzten.
Wie die gesamte Gruppe, sah sich auch Savimbi von der PIDE, der damaligen portugiesischen Geheimpolizei, bedroht. Er floh deswegen als eine von 19 Personen in die Schweiz, wohin er über kirchliche Netzwerke Verbindungen hatte. Er studierte 1961 an der Universität Freiburg i. Üe. Medizin und danach an der Universität Lausanne Politikwissenschaften; von der Stiftung Foyer Saint Justin wurde er mit einem monatlichen Stipendium von 400 Fr. unterstützt. Wie bis heute in Portugal üblich, wurde er aufgrund seines Hochschulabschlusses auf Portugiesisch als „Dr.“ bezeichnet. Da er jedoch nicht promovierte, entspricht dies nicht dem Doktorgrad, was bei der Übertragung in andere Sprachbereiche meist angenommen wurde. Vielfach wurde auch angenommen, der „Dr.“ sei als landläufige Bezeichnung für „Arzt“ zu verstehen, was ebenfalls ein Irrtum war, da Savimbi nie ein Medizinstudium abgeschlossen hat.

### Politische Laufbahn

#### Positionierung im anti-kolonialen Kampf

Zusammentreffen mit US-Präsident Ronald Reagan im Oval Office am 30. Januar 1986

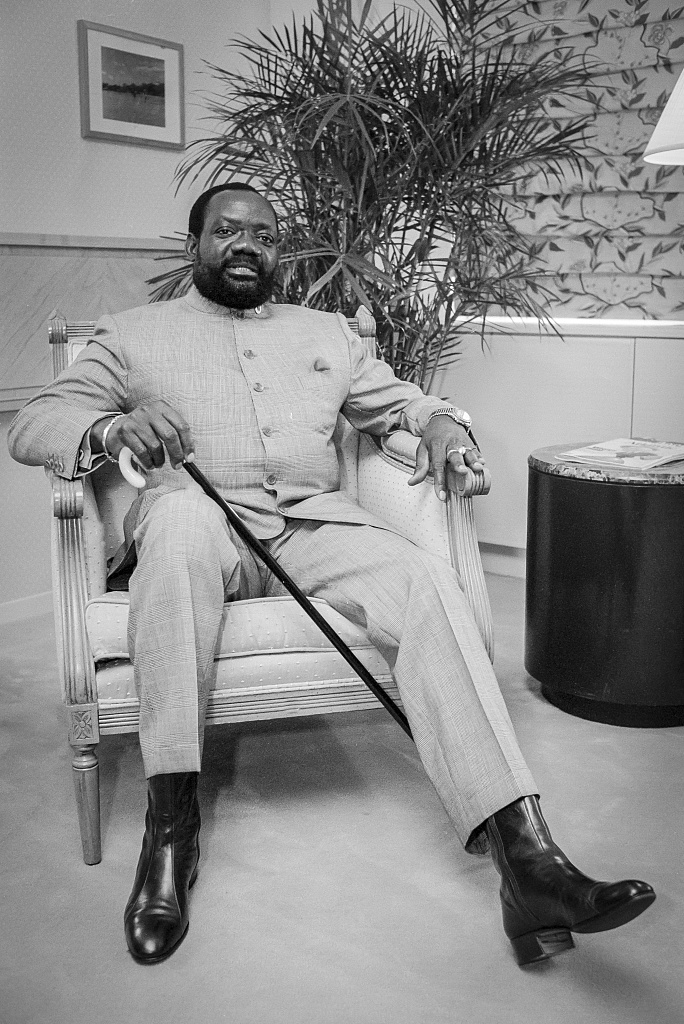
Savimbi (1990)

Nachdem Savimbi zuerst erfolglos eine führende Rolle in der Befreiungsbewegung MPLA anstrebte, schloss er sich 1964 der Befreiungsbewegung FNLA an, die von Léopoldville – dem heutigen Kinshasa – aus operierte, und wurde deren Generalsekretär. 1966 gründete er eine eigene Bewegung, UNITA, deren Führer er über 30 Jahre lang blieb.

#### Kämpfe bis zur Unabhängigkeit
Mit der UNITA führte Savimbi im Osten Angolas Guerilla-Aktionen gegen die Kolonialmacht Portugal durch, die sich allerdings in engen Grenzen hielten. Er erhielt dabei eine gewisse Unterstützung seitens Chinas, das er gelegentlich besuchte. Wiederholt kam es zu bewaffneten Konflikten mit dem MPLA, weniger mit der FNLA, die im Osten kaum präsent war. Laut heute öffentlich zugänglicher portugiesischer Akten aus dieser Zeit schloss er Anfang 1970 ein Kollaborationsabkommen mit der Kolonialmacht, das sich gegen die rivalisierenden Bewegungen richtete. Für die nachkoloniale Zeit wurde entscheidend, dass die UNITA durch ihren anti-kolonialen Kampf die Sympathien des ganz überwiegenden Teils der Ovimbundu erwarb, der mit Abstand größten Volksgruppe in Angola; für die meisten von ihnen wurde Savimbi damals zu einer Art Idol.

#### Internationale Beziehungen
Savimbi hatte in den 1960ern gute Beziehungen zu China, von dessen Armee er auch ausgebildet wurde. In den 1970ern hingegen kam es zu engeren Kontakten zur US-Regierung und der Apartheidsregierung in Südafrika. Diese wurden während des Entkolonisierungskonflikts von 1975 stark intensiviert und während des anschließenden Bürgerkriegs weiter gepflegt. Noch 1975 bekam die UNITA, auf Anweisung des US-Außenministers Henry Kissinger, 24,7 Millionen Dollar. Savimbi selbst erhielt 1986 eine offizielle Einladung des damals amtierenden US-Präsidenten Ronald Reagan. Außerdem wurde er vom marokkanischen König Hassan II. unterstützt.

#### Nach der Unabhängigkeit Angolas
Nach der Unabhängigkeit Angolas von Portugal im Jahre 1975 wurde die UNITA nicht an der Macht beteiligt. Die siegreiche MPLA übernahm die Alleinherrschaft und errichtete ein als sozialistisch deklariertes Einparteienregime nach dem Vorbild des damaligen Ostblocks.
Wenig später begann die UNITA mit Guerillaaktionen gegen die Regierung, ohne dass Savimbi eine klare ideologische Position bezog. Der Bürgerkrieg in Angola weitete sich aus und wurde internationalisiert. Neben der UNITA, die unter anderem von der Apartheidspolitik Südafrikas aufklärerisch und mit Militäreinsätzen sowie den USA politische und finanzielle Unterstützung erhielt, wurde daraufhin die regierende MPLA von der Sowjetunion, Nicaragua und Kuba durch Militärhilfe und Militärberater gestärkt. Die UNITA hatte eine Reihe militärischer Erfolge, kontrollierte 1983 ein Drittel des Landes und brachte Teile der Wirtschaft zum Erliegen, blieb aber von einem militärischen Gesamtsieg deutlich entfernt. 1989 kündigte Reagans Nachfolger George H. W. Bush trotzdem an, Savimbis UNITA auch weiterhin mit 15 Millionen Dollar pro Jahr finanziell zu unterstützen.
Es gab verschiedene Versuche zur Beendigung des Bürgerkriegs. Im Mai 1991 kam es zu einem Friedensvertrag, 16 Monate später zu freien Wahlen. António da Costa, ein langer UNITA-Weggefährte von Savimbi, ging jedoch vorher an die Öffentlichkeit mit der Warnung, dass Savimbi bereits den nächsten Krieg plane. Da die UNITA bei den Wahlen unterlag, weigerte sich Savimbi, das Ergebnis anzuerkennen, und nahm die militärischen Aktionen wieder auf. 1997 kam es zu einer Beteiligung der UNITA an einer „Regierung der nationalen Einheit und Versöhnung“, doch Savimbi selbst blieb „im Busch“ und führte den Bürgerkrieg fort. Diesen entschied die MPLA-Regierung vor allem aufgrund ihrer größeren Ressourcen zunehmend für sich.

### Tod und Bestattung
Savimbi starb auf der Flucht, im Verlaufe eines Feuergefechts mit angolanischen Regierungstruppen im Februar 2002 bei Lucusse (Moxico). Er wurde am nächsten Tag von Soldaten in Luena bestattet. Es wurden vermehrt Hoffnungen auf ein Ende des Bürgerkrieges laut. In der Folge schlossen die UNITA und die Regierung Angolas tatsächlich einen Waffenstillstand. Die UNITA gab ihren bewaffneten Kampf auf und wurde zu einer politischen Partei umgeformt.
Savimbis Leichnam wurde exhumiert und am 1. Juni 2019 in Lopitanga nahe dem Grab seines Vaters beerdigt.

### Sonstiges
Savimbis Reden ähnelten in ihrer Bezugnahme eher Reden von westlichen als von afrikanischen Politikern, er zitierte u. a. oft klassische Philosophen aus diesen Ländern. Umstritten ist, inwiefern dies durch seine hohe Bildung oder seine amerikanischen Berater der Heritage Foundation begründet war. 1989 hielt Savimbi während einer USA-Reise auch seine bekannte Rede „The Coming Winds of Democracy in Angola“ vor der Heritage Foundation, in der er der Öffentlichkeit seine Aktionen als Freiheitskampf für Demokratie und gegen den Kommunismus präsentierte.
1985 bis 1988 war Grover Norquist, Präsident der Lobbyorganisation „Americans for Tax Reform“, Savimbis wirtschaftlicher Berater.
Savimbi war mit vier Frauen verheiratet und hat zahlreiche Kinder, die genaue Anzahl ist jedoch unbekannt.
Er kam im Videospiel Call of Duty: Black Ops II vor, in dem er als Anführer der UNITA gegen die MPLA kämpfte. Eine Klage seiner Kinder gegen die Darstellung ihres Vaters als „Barbar“ in diesem Spiel wurde von einem französischen Gericht zurückgewiesen.